# Коралина (филм)
Коралина (енгл. Coraline) је амерички анимирани филм из 2009. године режисера и сценаристе Хенрија Селика снимљен по истоименом роману Нила Гејмана.
Филм је наишао на позитиван пријем код критичара и остварио је добру зараду на биоскопским благајнама . Био је номинован за награде Оскар, БАФТА и Златни глобус, а нашао се и на листи најбољих филмова 2009. по избору Америчког филмског института.

## Улоге
| Глумац             | Улога              |
| ------------------ | ------------------ |
| Дакота Фенинг      | Коралина Џоунс     |
| Тери Хачер         | Мел Џоунс          |
| Џенифер Сондерс    | госпођица Ејприл   |
| Дон Френч          | госпођица Миријам  |
| Џон Хоџман         | Чарли Џоунс        |
| Ијан Макшајн       | господин Бобински  |
| Кит Дејвид         | мачак              |
| Роберт Бејли Млађи | Вибор "Виби" Лават |
| Керолин Крофорд    | госпођа Лават      |